# Sankt-Marien-Kirche (Zahna)

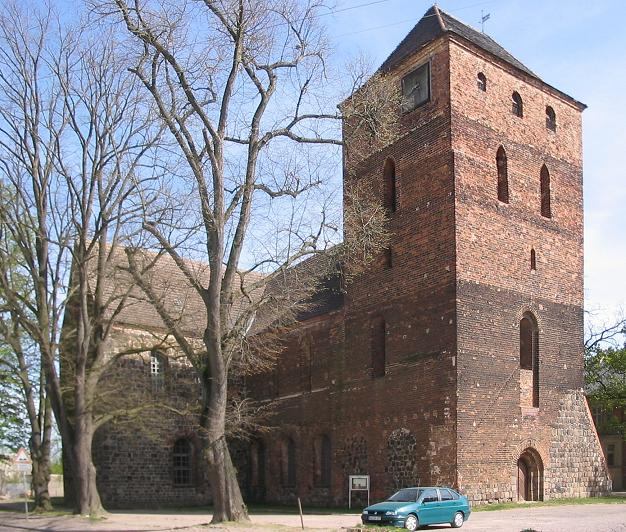
Marienkirche in Zahna

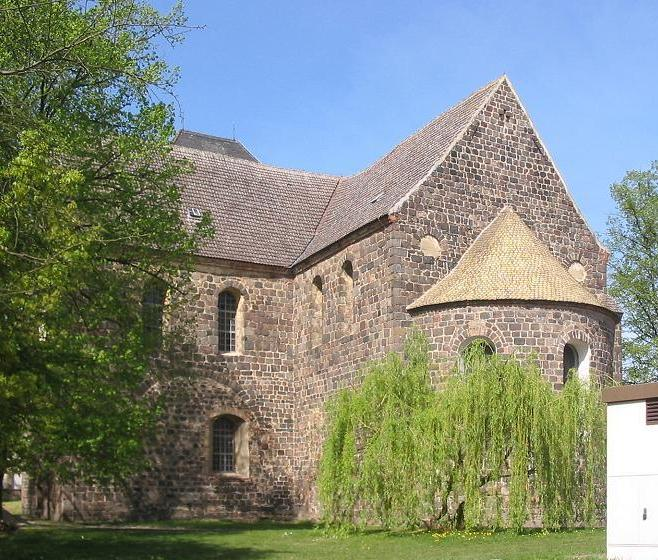
Kirche in Zahna, Ostseite

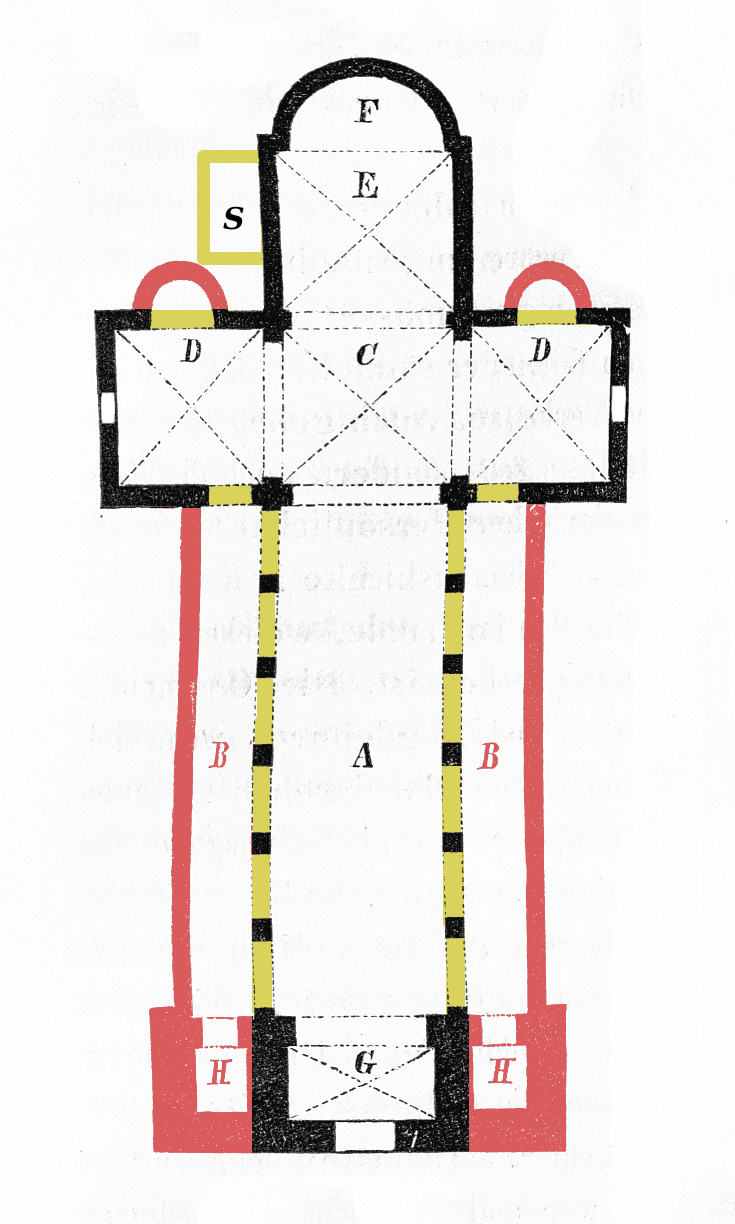
Mittelalterlicher Grundriss, der wegen des Dreißigjährigen Krieges und nachfolgendem Wiederaufbau ohne Seitenschiffe (B und H) sowie Nebenapsiden des Querschiffs (D) heute nicht mehr vollständig erhalten ist. Heute fehlende Außenwände sind blassrot, mit dem Wiederaufbau entstandene ocker dargestellt. (Abbildung prototypisch, nicht proportional)

Die unter Denkmalschutz stehende evangelische Sankt-Marien-Kirche befindet sich im Ortsteil Zahna der Stadt Zahna-Elster im Landkreis Wittenberg in Sachsen-Anhalt. Vom ursprünglichen Bau, welcher vermutlich um das Jahr 1200 errichtet wurde, sind das Querschiff, das Chorquadrum sowie die Gründung des Turms erhalten. Während des Dreißigjährigen Krieges wurde die Kirche teilweise zerstört, danach erfolgte ein vereinfachter Wiederaufbau.

## Baubeschreibung

### Gebäude
Die im Kern dreischiffige Pfeilerbasilika wurde ursprünglich aus Granitquadern errichtet. Das Mauerwerk des Querschiffs sowie das der Ostteile wurden vermutlich von der Klosterkirche in Kloster Zinna abgeleitet. In der Südwand des Chors befindet sich eine vermauerte Priesterpforte. Zwei Rundfenster und ein Giebelkreuz befinden sich im Ostgiebel des Chors. Der als Westriegel angelegte Turm der Kirche besteht hauptsächlich aus Backsteinen und ist ab der Höhe des Obergadens in der Breite des Mittelschiffs weitergeführt. Die ehemals verputzte südliche Pfeilerreihe des Mittelschiffs besteht bis zur Höhe der Fenster aus unregelmäßigen Feldsteinen, die nördliche Pfeilerreihe aus Backsteinmauerwerk.
Insgesamt werden bis zum Dreißigjährigen Krieg drei Bauphasen angenommen. Davon zeugen unter anderem Lanzettfenster und eine Baunaht oberhalb der Traufhöhe des Mittelschiffs. Die während des Dreißigjährigen Krieges zerstörten Seitenschiffe wurden während der Wiedererrichtung des Gebäudes bis 1669 abgetragen. Die Arkaden sowie die Durchgänge von den Seitenschiffen zum Querschiff wurden vermauert. Das Turmobergeschoss mit Walmdach stammt aus dem Jahr 1719.
Die heutige Sakristei an der Nordseite des Chors entstand während oder nach dem Wiederaufbau, da sich ihr Grundriss zu früherer Zeit mit der Nebenapsis am nördlichen Querschiff überschnitten hätte.

### Innenraum und Ausstattung

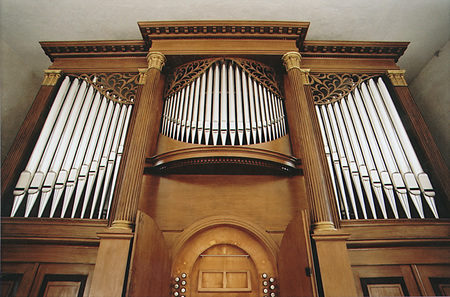
Orgel der Kirche Zahna

In der Turmhalle ist der Ansatz einer Längstonne erhalten geblieben. Durch den Einbau einer dreiseitigen hölzernen Empore wirkt das Innere des Langhauses beengt, Chor und Apsis geben dem Innenraum jedoch einen klaren Raumeindruck. Der im Stil des Barock ausgeführte Taufstein ist sechseckig und mit Engelsköpfen verziert. Am Sockel ist ein Sternendekor angebracht. Die Orgel der Kirche mit 25 Registern auf zwei Manualen und Pedal stammt aus dem Jahr 1843 und wurde vom ortsansässigen Orgelbauer Moritz Baumgarten errichtet. Im Chor befinden sich mehrere Inschriftgrabsteine und ein Grabmal aus dem Jahr 1774. Dieses wurde für Christoph Uschmann auf einem Felsensockel und einem mit allegorischem Schmuckwerk versehenem Aufsatz errichtet.